# Hessonit
Hessonit – należący do gromady krzemianów, będący granatem, rzadka odmiana grossularu. Inaczej zwany jest kamieniem cynamonowym, dawniej kanelem. Nazwa wywodzi się z greckiego hesson, które oznacza „mniej cenny” lub „gorszy,” nawiązując do niższej wartości minerału w porównaniu z cyrkonem, do którego jest podobny.

## Właściwości
Tworzy kryształy izomeryczne o postaci dwunastościanu rombowego lub dwudziestoczterościanu deltoidowego. Jest kruchy, przezroczysty do nieprzezroczystego. Najczęściej zabarwiony na brązowożółto, brązowo-czerwono, pomarańczowo-brązowo, brunatno-pomarańczowo, cynamonowobrunatno, czasem przybiera barwę złocistoczerwoną, czerwoną, pomarańczowoczerwoną lub pomarańczową. Nie wykazuje pleochroizmu.

## Występowanie
Niemal wyłącznie występuje w skałach metamorficznych. Najczęściej spotykany w skarnach, rzadziej rodingitach. Niekiedy jest składnikiem osadów klastycznych (piasków i żwirów). Towarzyszą mu zwykle klinochlor, diopsyd, wezuwian, kwarc, epidot i tytanit.
Miejsca występowania: Sri Lanka – spotykany w piaskach i żwirach, Kanada – Asbestos, USA – Kalifornia, Meksyk, Brazylia, Madagaskar, Niemcy, Czechy (Žulova, Vápenna), Rosja, Australia, Włochy, Rumunia i Finlandia.

## Zastosowanie
- Kamień poszukiwany przez kolekcjonerów.
- stosowany dość często do wyrobu biżuterii m.in. pierścionków, broszek czy wisiorków[7] już od czasów starożytnych, nadaje mu się najczęściej szlif fasetkowy[7].